# Anioł Dowgird
Anioł Dowgird herbu Łabędź, pseud.: Autor „Wykładu przyrodzonych myślenia prawideł”, (ur. 2 grudnia 1776 w majątku Jurkowszczyzna, powiat mścisławski; zm. 26 kwietnia 1835 w Wilnie) – polski filozof i kaznodzieja, profesor Uniwersytetu Wileńskiego, członek korespondent Towarzystwa Królewskiego Przyjaciół Nauk w Warszawie w 1829 roku.

## Życiorys
Urodził się jako syn Stanisława Dowgirda, zubożałego ziemianina. Naukę pobierał (od roku 1786) kolejno w szkołach jezuickich (w Mohylewie i w Mścisławiu), w Akademii Połockiej i szkołach pijarskich (w Dąbrownie). W roku 1791 (17 sierpnia) wstąpił do zgromadzenia pijarów w Lubieszowie, złożył śluby zakonne (1793), a w roku 1801 uzyskał święcenia kapłańskie. W tym okresie studiował w Dąbrowicy i w Szkole Głównej Wielkiego Księstwa Litewskiego. Następnie (w latach 1796–1807) uczył w szkołach pijarskich (Lida, Wiłkomierz, Witebsk, Łużki, Szczuczyn) i przez pewien czas (lata 1818–1832) był profesorem logiki i etyki na Uniwersytecie Wileńskim. W latach 1807–1809 pełnił funkcję prefekta konwiktu szlacheckiego w Wilnie.

## Poglądy
W swych poglądach filozoficznych wychodzi Dowgird od Kanta i jego „Krytyki czystego rozumu”, ale odmiennie od Kanta zapatruje się na czas i przestrzeń, którym przypisuje istnienie rzeczywiste, od nas niezależne.

## Twórczość
W rękopisie pozostawił dzieło traktujące o filozofii Kanta. Napisał także wiele kazań. Wszystkie opublikowane pisma polskie Anioła Dowgirda o tematyce filozoficznej zostały wydane w 2014 r. przez Wydawnictwo Naukowe Semper w tomie Zdrowy rozsądek i kraina marzeń pod red. Jacka Jadackiego. Tom zawiera następujące traktaty filozoficzne Dowgirda:
- Rozbiór dzieła pod tytułem O filozofii przez Feliksa Jarońskiego z uwagami nad nim.
- O Logice, metafizyce i filozofii moralnej rozprawa
- Antykrytyka. Odpowiedź Autora na recenzję jego dzieła pod tytułem Przyrodzone myślenia prawidła
- Rzeczywistość poznań ludzkich.

oraz Appendix:
- Jan Gwalbert Styczyński: Jakobinizm literacki
- Anioł Dowgird: Program kursu logiki w Uniwersytecie Wileńskim na lata 1819–1821
- Anioł Dowgird: Trzy projekty względem kursów filozofii teoretycznej i praktycznej
- Jan Karol Skrodzki: List do Anioła Dowgirda
- Anioł Dowgird: Dwie prośby do Rady Uniwersytetu Wileńskiego
- Anioł Dowgird: Dwa listy do Joachima Lelewela
- Michał Wiszniewski: Wykład przyrodzonych myślenia prawideł Anioła Dowgirda [recenzja]
- Anioł Dowgird: Podanie do cara Mikołaja I
- Anioł Dowgird: Fragment testamentu
- Antoni Fijałkowski: X. Anioł Dowgird
- Kilka świadectw współczesnych o Aniele Dowgirdzie

### Ważniejsze utwory
- Filozofia Kanta, czyli badania bezstronne nad jego układem, rękopis z datą cenzury: 1814, zaginiony
- O logice, metafizyce i filozofii moralnej. Rozprawa na skutek konkursu ogłoszonego przez cesarski Uniwersytet Wileński r. 1820 dnia 1 marca do katedry rzeczonych przedmiotów napisana, Wilno 1821
- Exhorta na pogrzebie śp. ks. F. N. Golańskiego w: A. Dowgird, M. Herburt, M. Bobrowski: Zbiór mów żałobnych na pogrzebie śp. ks. F. N. Golańskiego S. P. ... mianych w kościele akademickim Św. Jana w Wilnie, Połock 1824
- Dissertatio inauguralis theologico-dogmatica de miraculis, in qua dicetur: quid sunt miracula? an, a quo, et quem in finem patrari queant? quibus denique idoneissignis vel testimoniis veritas miraculorum Christi et Apostolorum comprobatur? quam in Caesarea litterarum Universitate Vilnensi amplissimae facultatis theologicae in ordine professorum scientiarum ethico-politicarum autoritate ad consequenda Doctoris S. Theologiae jura et honores publicae disputationi submittit..., Wilno 1826
- Kazanie o nidowiarstwie i zachowaniu się w obcowaniu z tymi, którzy bezbożnie przeciw wierze św. katolickiej mówią, takoż o niegodziwości czytania książek, powstających na wiarę św. katolicką w: "Zbiór kazań mianych w czasie jubileuszu", Wilno 1826 i odb.
- Kazanie o posłuszeństwie ku wszelkiej władzy, wyd. w: "Zbiór kazań mianych w czasie jubileuszu", Wilno 1826 i odb.
- Kazanie o próżności świata i unikaniu jej, wyd. w: "Zbiór kazań mianych w czasie jubileuszu", Wilno 1826 i odb.
- Wykład przyrodzonych myślenia prawideł, czyli logika teoretyczna i praktyczna, cz. 1, Połock 1828; cz. 2-3 niewydane; rękopis zaginął
- Wykład Ewanielii i Listów apostolskich, przypadających na dni niedzielne i uroczyste całego roku, t. 1, t. 2, wyd. A. Fijałkowski, Wilno 1836
- Konferencje duchowne, t. 3, wyd. A. Fijałkowski, Wilno 1837, (t. 1-2 w: Wykład Ewanielii...).

Artykuły i rozprawy swe Dowgird ogłaszał w czasopismach: Dziennik Wileński (tu: "Rozbiór dzieła pt. O filozofii przez F. Jarońskiego, z uwagami nad nim" 1817, t. 6, s. 67, 191, 285; "Odpowiedź na krytykę Y. Y." 1830, t. 9, s. 131, 196), Wizerunki i Roztrząsania Naukowe (tu: "Próbki pisma treści duchownej z manuskryptów pozgonnych" 1835, t. 11; "Rzeczywistość poznań ludzkich", wyd. w skróceniu A. Fijałkowski, 1839, t. 5).
Liczne prace filozoficzne i kaznodziejskie pozostały w rękopisach, które Dowgird zapisał wileńskiej Akademii Duchownej – rękopisy te zaginęły. Bardziej szczegółową ich bibliografię podają: A. Fijałkowski Wizerunki i Roztrząsania Naukowe 1835, t. 11; S. Kaczmarek A. Dowgird... (Warszawa) 1965, s. 77-80.

### Listy
- Do J. Lelewela 2 listy z roku 1829, ogł. S. Kaczmarek Studia Filozoficzne 1965, nr 1 oraz w: A. Dowgird... (Warszawa) 1965, s. 263-367.

Ponadto korespondencja Dowgirda znajdowała się w Archiwum Kuratorii Wileńskiej i w Bibliotece Krasińskich.

## Monografia
- Stefan Kaczmarek, Anioł Dowgird filozof nieznany, (Warszawa) 1965